# Вільятур'єль
Вільятур'єль (ісп. Villaturiel) — муніципалітет в Іспанії, у складі автономної спільноти Кастилія-і-Леон, у провінції Леон. Населення — 1887 осіб (2010).
Муніципалітет розташований на відстані близько 280 км на північний захід від Мадрида, 12 км на південний схід від Леона.
На території муніципалітету розташовані такі населені пункти: (дані про населення за 2010 рік)
- Аліха-де-ла-Рібера: 195 осіб
- Кастрільйо-де-ла-Рібера: 191 особа
- Мансільєрос: 59 осіб
- Маріальба-де-ла-Рібера: 122 особи
- Марне: 172 особи
- Родерос: 139 осіб
- Сан-Хусто-де-лас-Регерас: 23 особи
- Санта-Олаха-де-ла-Рібера: 207 осіб
- Тольданос: 252 особи
- Вальдесого-де-Абахо: 108 осіб
- Вальдесого-де-Арріба: 35 осіб
- Вільярроаньє: 179 осіб
- Вільятур'єль: 205 осіб

## Демографія
Динаміка населення (INE ):